# Бардаман
Бардаман је град у Индији у држави Западни Бенгал. Према незваничним резултатима пописа 2011. у граду је живело 314.638 становника.

## Становништво
Према незваничним резултатима пописа, у граду је 2011. живело 314.638 становника.
| 1991.   | 2001.   | 2011.   |
| ------- | ------- | ------- |
| 245.079 | 285.602 | 314.638 |